# Наратув
Наратув (пол. Naratów) — село в Польщі, у гміні Нехлюв Ґуровського повіту Нижньосілезького воєводства.
Населення — 693 особи (2011).
У 1975-1998 роках село належало до Лешненського воєводства.

## Демографія
Демографічна структура станом на 31 березня 2011 року:
|          | Загалом | Допрацездатний вік | Працездатний вік | Постпрацездатний вік |
| -------- | ------- | ------------------ | ---------------- | -------------------- |
| Чоловіки | 351     | 78                 | 249              | 24                   |
| Жінки    | 342     | 71                 | 208              | 63                   |
| Разом    | 693     | 149                | 457              | 87                   |